# Bernhard Förster
Bernhard Förster (Delitzsch, 31 de marzo de 1843-San Bernardino, 3 de junio de 1889) fue un maestro de escuela, escritor agitador político alemán del siglo xix. En 1880 impulsó la llamada Petición antisemita.

## Biografía

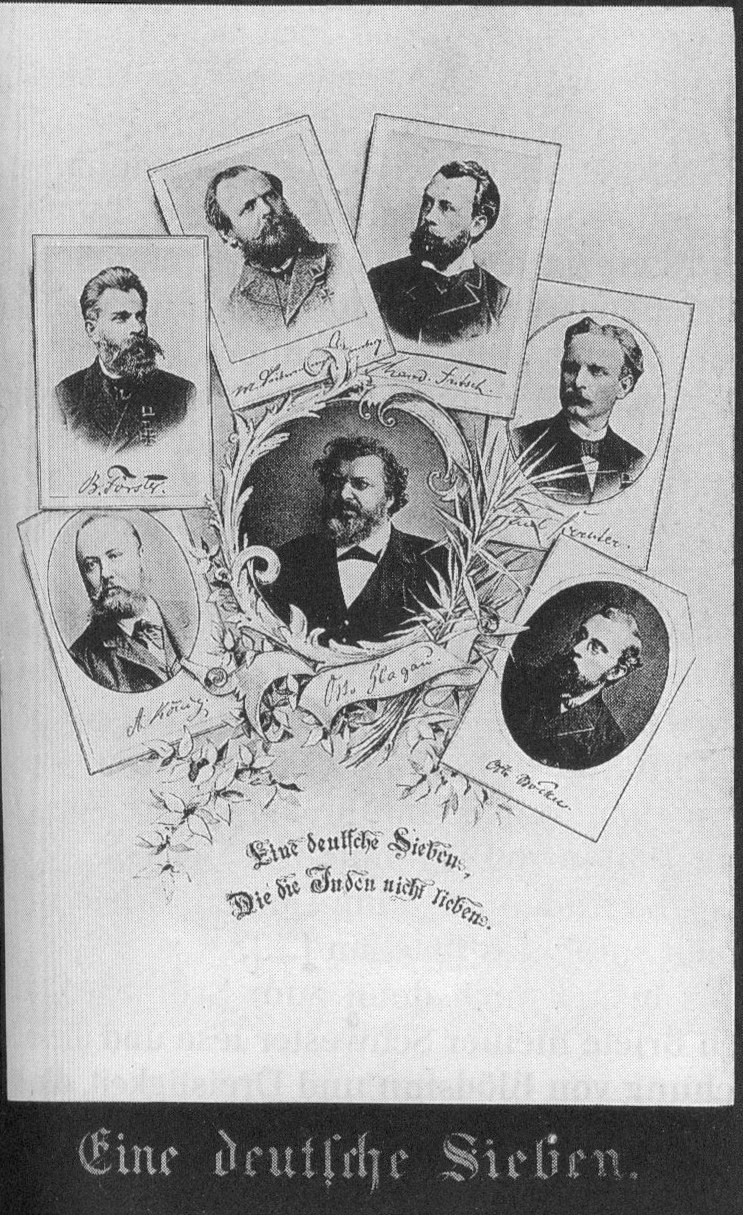
Bernhard Förster (segundo por la izquierda) entre otros escritores antisemitas alemanes, ca. 1880.

Se casó con Elisabeth Förster-Nietzsche, hermana del filósofo alemán Friedrich Wilhelm Nietzsche, en mayo de 1885. Este probablemente se negó a asistir a la boda de su hermana debido al antisemitismo de Förster, a quien detestaba ideológicamente, como testifican por otra parte numerosas cartas personales a su hermana, con la que rompería radicalmente su relación debido a ello.

## Colonia alemana en Paraguay
Inspirado en un escrito de Richard Wagner, y en su propio antisemitismo, Förster viajó a Paraguay hacia 1887, acompañado de su esposa y de un grupo de matrimonios alemanes. Su idea era instalarse en el país sudamericano para crear un asentamiento modelo alemán con su esposa Elisabeth Förster-Nietzsche y varias familias alemanas. Sus esfuerzos, en el sitio que se denominó Nueva Germania, no tuvieron el éxito esperado, llevándolo más tarde a instalarse en la localidad de San Bernardino.
En la nueva ciudad paraguaya se estaba construyendo lo que se conoce hoy como la Ciudad Veraniega de San Bernardino. En efecto, en 1889 se funda allí el famoso Club Alemán, que fuera expropiado en la década de 1940 por el presidente Higinio Morínigo para pasar a denominarse desde 1945 como Club Náutico de San Bernardino. 
Después del fracaso de su utópica colonia en Paraguay, Nueva Germania, Förster y su esposa se instalaron en el Hotel del Lago, donde el científico pasaría sus últimas seis semanas de vida, antes de suicidarse el 3 de junio de 1889 por sobredosis de una combinación de morfina y estricnina en un cuarto del Hotel del Lago en San Bernardino.
Förster fue sepultado en el cementerio de la ciudad. Como las ideas de carácter nacionalista se incrementaron en Paraguay hacia los años de 1930, entre los inmigrantes alemanes, Förster llegó a ser visto como un héroe. En 1934, Adolf Hitler ordenó un servicio funerario en su memoria, arrojándose tierra alemana alrededor de su tumba. 